# Bataille de Gegodog
La bataille de Gegodog (aussi orthographié Gogodog) a lieu le 13 octobre 1676 dans le cadre de la révolte de Trunajaya et voit la victoire des forces rebelles sur l'armée du sultanat de Mataram dirigée par le prince héritier pangeran Adipati Anom. Gegodog est situé sur la côte nord-est de Java, à l'est de Tuban.
Avant la bataille, Trunajaya envahit l'est de Java et occupe Surabaya et d'autres villes. Le roi Amangkurat Ier envoie une armée à son encontre dirigée par le prince héritier. Ce dernier espère une bataille factice de la part de Trunajaya, son ancien protégé. Cependant, il lui oppose un combat bien réel qui le conduit finalement à une victoire décisive sur l'armée royale pourtant bien plus nombreuse. Celle-ci est défaite, et l'oncle âgé du roi, pangeran Purbaya (id) est tué en menant une charge futile. La victoire rebelle est suivie d'autres succès, dont de nouvelles conquêtes et des défections de sujets du Mataram aux côtés de Trunajaya.

## Contexte
Avant sa rébellion, le noble madurais Trunajaya vit en exil au sultanat de Mataram. Il est proche du prince héritier, alors connu sous le nom pangeran Adipati Anom (futur Amangkurat II) qui lui a été présenté par son beau-père et important noble raden Kajoran en 1670. Trunajaya et le prince héritier nourrissent un ressentiment envers le roi Amangkurat Ier : le premier à cause de son exil et l'exécution de son père,, le deuxième pour l'exécution de pangeran Pekik, son grand-père maternel. Les deux hommes deviennent amis, en partie à cause de cette antipathie partagée. En 1670 ou 1671, Trunajaya quitte le Mataram pour sa terre natale de Madura où il devient le dirigeant. Il utilise le patronage du prince héritier (ainsi que son propre nom de famille) pour gagner des soutiens, ce qui lui permet de prendre le contrôle de l'île.
La révolte de Trunajaya débute en 1674 lorsque les forces de ce dernier mènent des raids contre les villes sous contrôle du Mataram. En 1676, une armée rebelle de 9 000 hommes envahit la partie orientale de Java depuis leur base de Madura et prennent Surabaya, la principale ville de la région, peu après. Cette armée est composée de locaux, de madurais et de macassarois, et est conduite par Trunajaya et son allié macassarois karaeng Galesong (en).

## Bataille
En 1676, le roi décide d'envoyer une importante armée pour mater la rébellion. L'armée royale est bien plus grande que les forces de Trunajaya mais est principalement composée de paysans conscrits,, et inclut également des auxiliaires javanais occidentaux. Le roi place le prince héritier à la tête de cette armée ; soit il est inconscient du rôle joué par le prince dans cette rébellion, soit il planifie son meurtre pendant la campagne. D'autres princes se joignent à l'armée royale, dont l'oncle du roi pangeran Purbaya (id) alors âgé de 80 ans, seul frère encore vivant du sultan Agung, ainsi qu'un autre fils du roi, pangeran Singasari, l'ennemi juré du prince héritier,.
L'armée du Mataram marche sur Jepara puis bifurque vers l'est en direction des territoires contrôlés par les rebelles. Elle rencontre l'armée rebelle à Gegodog, à l'est de Tuban sur la côte nord de Java. Le prince héritier ne prévoit d'abord qu'un combat factice entre lui et son protégé avant de joindre leurs forces contre le roi,. Cependant, Trunajaya trahit son ancien ami et protecteur ; la présence des autres princes a peut-être empêché le prince héritier de simuler la bataille,,. Après une longue hésitation, le prince ordonne l'attaque le 13 octobre qui tourne au désavantage de l'armée royale. Dans un effort désespéré, le très âgé pangeran Purbaya rassemble ses troupes et mène une ultime charge. D'après Thomas Stamford Raffles, il « fait preuve d'une valeur extraordinaire », voit son cheval abattu sous lui et continue à combattre à pied avant d'être dominé puis tué,. La charge échoue et la bataille se termine en victoire décisive pour les rebelles. L'armée du Mataram est défaite et se retire, avec ses princes, vers la capitale,.

## Conséquences
Après la victoire rebelle, les défections javanaises en faveur de Trunajaya augmentent, et ce dernier poursuit sa victoire par d'autres conquêtes sur le territoire du Mataram. Ses forces avancent vers l'ouest le long de la côte nord ; en janvier 1677, celle-ci est entièrement sous contrôle rebelle jusqu'à Cirebon,. Jepara est la seule ville qui parvient à résister grâce aux efforts conjoints du gouverneur militaire royal local et des forces de la Compagnie néerlandaise des Indes orientales (VOC) arrivées de Batavia. L'avancée dans l'intérieur des terres est plus lente, mais les rebelles dirigés par raden Kajoran parviennent finalement à prendre et mettre la capitale à sac en juin 1677.
Pour le sultanat, la défaite est désastreuse. Après la bataille, il ne peut que mener une campagne défensive. Ses territoires, étendus par le sultan Agung quelques décennies auparavant, tombent dans les mains des rebelles, sont pillés et leurs fortifications démantelées, jusqu'à la prise de la capitale. La révolte continue encore plusieurs années, et le Mataram est alors contraint de demander l'aide de la Compagnie néerlandaise des Indes orientales (VOC), en échange de concessions politiques et financières, pour inverser le cours de la guerre.
Le prince héritier est quant à lui jugé responsable de la défaite et accusé de collusion avec l'ennemi. Après Gedogog, ce sont ses frères pangeran Martasana et pangeran Puger qui dirigent les forces du Mataram. Après la prise de la capitale par les rebelles, il fuit avec son père qui meurt lors de la retraite. Il lui succède alors sous le nom Amangkurat II.